# Yuci (ort i Kina)
Yuci är en ort i Kina. Den ligger i provinsen Shanxi, i den norra delen av landet, omkring 26 kilometer sydost om provinshuvudstaden Taiyuan. Antalet invånare är 635 651. Befolkningen består av 315 306 kvinnor och 320 345 män. Barn under 15 år utgör 14,0 %, vuxna 15-64 år 77 %, och äldre över 65 år 8,0 %.
Runt Yuci är det tätbefolkat, med 442 invånare per kvadratkilometer. Yuci är det största samhället i trakten. Runt Yuci är det i huvudsak tätbebyggt.
Genomsnittlig årsnederbörd är 630 millimeter. Den regnigaste månaden är juli, med i genomsnitt 205 mm nederbörd, och den torraste är december, med 3 mm nederbörd.